# 이승연
이승연(李丞涓, 1968년 8월 18일 ~ )은 대한민국의 배우이다.

## 학력
- 혜화초등학교 졸업
- 동구여자중학교 졸업
- 서문여자고등학교 졸업
- 인하공업전문대학 항공운항학과 전문학사[1]

## 생애

### 연예계 활동 초기

#### 미스코리아 당선, 연예계 데뷔
대학을 마친 후 2년간 대한항공 KAL 국제선 항공 승무원 생활을 하다가 25세라는 다소 늦은 나이에 1992년 미스코리아 대회에 출전, 미스코리아 미(美)로 선발되었으며 1993년 남아프리카 공화국의 선 시티에서 열린 미스 월드 대회에도 참가하여 준결선(Top 10)에 진출하였다. 미스코리아 선발대회 직후, MBC 《특종 TV연예》의 리포터로 발탁되어 연예계에 데뷔하였다. 이에 아울러 캠퍼스 드라마 《우리들의 천국》의 2기 멤버로 투입되어 극중 장동건의 첫사랑으로 출연하며 배우로서 화려한 첫발을 디뎠다. 《사랑을 그대 품안에》, 《호텔》, 《모래시계》, 《첫사랑》, 《신데렐라》 등 인기 드라마에 연거푸 출연, 세련되고 도회적인 이미지로 90년대를 아우르는 정상급 스타의 자리에 올랐다. SBS 《이홍렬쇼》를 뒤이은 단독 토크쇼인 《이승연의 세이세이세이》가 성공하면서 TV 진행자로도 인정받아 절정의 인기를 누렸다.

#### 최고의 패셔니스타
이승연이 TV 드라마마다 걸치고 나오는 옷이나 액세서리는 크게 유행하였다. 그에 아울러 뛰어난 패션 감각 덕에 스스로 스타일링을 하는 것으로 알려져 있는데 《사랑을 그대 품안에》에서 재벌 딸로 출연했을 당시에도 그녀의 옷들은 매회 화제였고, 《거미》에서는 푸른색 콘택트 렌즈가, 《신데렐라》에서는 머리에 묶은 손수건이, 《가을에 만난 남자》에서는 검은색 정장이 빅히트했다.

## 사건과 논란 관련

### 해태음료와의 전속계약 위반 사건
해태음료와 1993년 2월부터 전속금 8천만원에 그 해 6월부터 1년간 전속계약을 맺었지만 이 기간 중 롯데제과 제품의 광고에 출연하여 전속계약을 위반했고 이 과정에서 1995년 2월 16일 서울민사지법으로부터 위약금 5000만원을 배상해야 했다.

### 매니저 박필기 씨와의 전속계약 파기 사건
前 매니저 박필기씨는 1992년 11월 18일부터 이승연과 3년 동안 전속 매니저 계약을 체결했지만 이승연이 일방적으로 계약을 파기했고 이 과정에서 이승연은 1996년 9월 11일 서울지법으로부터 "박필기 매니저한테 9000만원을 지급하라"는 판결을 받아야 했다.

### 나산 제소 사건
1996년 나산과 1년 동안 모델료 2억원에 숙녀의류 모델을 체결했으며 1997년 3월 전속계약이 만료되었으나 나산 측이 계속 광고 사진을 사용하여 초상권을 침해받고 다른 회사와 전속 계약을 체결하는데 차질을 빚는 등 피해를 입게 되자 그 해 8월 20일 나산과 나산실업을 상대로 6000만원의 손해배상 청구소송을 서울지법에 제기했다.

### 운전 면허 불법 취득 사건
1998년 5월, 자동차학원 측에서 연예 관련 활동이 바쁘니 학원 홍보용 사진을 찍어주는 대가로 소양교육과 실기시험을 면제해 달라고 청탁하여, 출석부를 조작하고 대리시험을 치르게 해 운전면허증을 부정 발급 받았다. 운전면허 불법취득으로 불구속 기소돼 징역 8월, 집행유예 1년, 사회봉사 80시간의 법원 판결을 받았다. 이 사건으로 인해 주인공으로 출연하고 있던 MBC 드라마 《마음이 고와야지》가 조기종영되고, 단독진행하던 SBS 토크쇼 《이승연의 세이세이세이》가 막을 내렸다.
특히, 앞서 언급한 드라마들 중 《마음이 고와야지》는 본인의 전 출연작인 KBS 2TV 《웨딩드레스》가 그랬던 것처럼 저조한 시청률 때문에 조기종영된 것도 있었지만 《웨딩드레스》와 마찬가지로 시대에 맞지 않지 않는 내용전개로 비난을 사 《웨딩드레스》와 함께 1998년 최악의 드라마 부문에 선정(웨딩드레스- 9위 마음이 고와야지 - 5위)되는 불명예를 안아야 했으며 이승연은 《마음이 고와야지》의 동시간대 작품인 KBS 2TV 《야망의 전설》이 《그대 나를 부를 때》후속 수목극 편성설 당시 여주인공 물망에 올랐으나 고사했었다.
또한, SBS 드라마 《청춘의 덫》에서 '노영주' 역으로 캐스팅되었으나, 이 사건의 파장으로 출연이 불발되었고 대신 유호정이 투입되었다 사건 이후, 1999년 KBS 미니시리즈 《초대》의 여주인공으로 복귀하려 했으나 여론악화로 촬영 중간에 하차했다. 이승연이 2회분까지 이미 촬영했다가 전면 촬영 취소되었던 여주인공 '최영주' 역에는 이영애가 대신 투입되었다. 한동안 자숙기간을 가진 후, 사건 발생 1년 6개월만인 2000년 KBS 드라마 《사랑하세요?》로 브라운관에 복귀하였다.
한편, 《이승연의 세이세이세이》가 본인(이승연)의 불미스러운 일로 1998년 가을개편에 앞서 조기종영(그 해 9월 9일)되는 수모를 당한 뒤 그 해 9월 23일부터 후속작으로 편성된 《김혜수 플러스 유》는 1999년 8월 4일부터 같은 시간대로 변경한(당시 제목은 <섹션TV 파워통신>) MBC 《섹션TV 연예통신》 때문에 시청률이 하락한 데 이어 MC 김혜수와의 100회 계약 기간이 만료되면서 2년을 끝으로 막을 내렸다.
아울러, 《김혜수 플러스 유》자리에는 애초 목요일 1회였던 《한밤의 TV연예》를 2000년 8월 9일부터 수~목 2회로 확대시키는 한편 이승연을 여자 MC로 합류시켰으나 시청률 부진 뿐 아니라 이승연의 '전과' 때문에 다른 연예인들에 대해 제대로 코멘트하기도 힘든 처지가 되자 2000년 10월 25일부터는 유정현 아나운서가 수요일 시간대 단독 진행을 맡아왔지만 또다시 시청률 부진의 늪에서 벗어나지 못하게 되어 2000년 11월 29일부터 신용철 아나운서로 수요일 시간대 MC를 교체했으나 시청률이 오르지 않자 2001년 1월 18일 방송분 이후 목요일 1회로 축소됐고 이승연은 본업인 연기활동에 전념하기 위하여 그 해 5월 17일 방영분을 끝으로 MC석에서 물러났다.

### 종합소득세 문제
1994년부터 1995년까지 소득에 3억여원의 종합소득세를 부과한 것은 부당하다며 1999년 1월 3일 서울행정법원에 소송을 제기했고 결국 이승연은 2001년 6월 25일 대법원 3부로부터 "원고의 광고출연은 수익을 위한 것이었으며, 독립적인 사업활동으로 볼 수 있을 정도의 반복성을 가지고 있었던 만큼 원고의 전속계약금은 기타소득이 아닌 사업소득으로 볼 수 있다"는 판결을 받았다.

### 뺑소니 연루 사건
2002년 4월 '큰손' 장영자 前 회장 아들 김 모 씨의 뺑소니 사건에 연루되어 데뷔 후, 첫 기자회견을 열어 결백을 호소했다. 피의자 김모가 뺑소니 사고를 낸 차량의 명의자가 이승연이었고 이승연이 김모에게서 선물받은 차라는 정황이 드러나 검찰 소환을 요청받은 것이다. 최종적으로 이승연은 무혐의 처리되었으나 이미지에 큰 타격을 입었다. 이후, 영화 《미워도 다시 한번 2002》에 비련의 여인으로 출연하면서 이미지 개선을 시도했지만, 끝내 상대역이었던 배우 이경영이 10대 배우 지망생과 돈을 주고 성관계를 맺은 혐의로 긴급 체포됨에 따라 영화도 흥행에 실패하고 말았다. 당시 CF 모델 전속계약금에 대한 세금 추징으로 은행 빚까지 끌어들여 5억3000만여원을 납부하느라 경제적으로 어려움을 겪기도 했다.

### 위안부 누드 파문
2000년대 초에서부터 연예계에서는 여성 연예인 누드집 출시 관련 유행이 있었는데 우선 많은 돈을 받을 수 있고 연예인으로서 인기가 시들해진 여성 몇 명이 대중에게 다시 관심받을 수 있는 수단으로서 누드집이 주목받으면서, 스타급 여성 연예인 몇 명이 가세하였다. 이런 연예계의 흐름에 편승한 이승연도 2002년 촬영을 강행하여 2004년 누드집을 출시했다. 이승연의 누드집은 인터넷 복권 판매업체였던 로토토가 인터넷 포털 네띠앙의 자회사였던 네띠앙 엔터테인먼트를 통해 공개했다. 이승연은 '일본군 위안부'를 주제로 한 누드 화보집을 촬영했고 수익금 일부를 위안부 피해 할머니들을 돕는 데 쓰겠다는 둥 너무도 몰상식하고 이상한 주장을 태연하게 하면서 많은 돈을 받고 대중에게 관심을 받으려는 일본군 위안부를 주제로 한 화보 촬영을 고집했다.
이런 사실이 알려지자 위안부 피해자 132명과 한국정신대문제대책협의회와 한국여성단체연합은 공동성명으로써 프로젝트 중단을 촉구했다. 사회 전체에 걸쳐 공분을 얻어 여론이 악화하자 프로젝트는 백지화하였고 이승연은 위안부 피해 할머니들 앞에서 무릎을 꿇고 눈물로 사죄하였다. 이 일련의 사건으로 여성 연예계에서 한탕주의가 지적되면서 누드집 열풍은 사그라들었다. 그 후에 일본에서도 이 누드집을 출판하려다가 들켜 엄청나게 비난받아야만 했다.

### 영화 '빈 집' 출연과 그 이후 관련
위안부 누드 파문 4개월만인 2004년 7월, 일본과 프랑스에서 100만 달러를 유치한 김기덕 감독의 영화 《빈 집》에 주연으로 캐스팅되어 활동 재개를 시도하였다. 이승연은 김기덕 감독과 함께 베니스영화제에 초청됐고 레드카펫을 밟았다. 거기다 《빈 집》이 경쟁부문에 출품되어 은사자상(감독상)을 수상하면서 영화의 예술성이 세계적으로 인정받았다. 이를 계기로 이승연의 연예계 복귀에 대한 찬반양론이 형성되었는데 이는 그녀가 다시 연예계에 복귀하는 큰 발판이 되었다. 그리고 2006년, 드라마 《내 사랑 누굴까》로 연을 맺었던 김수현 작가의 드라마 《사랑과 야망》으로 브라운관에 본격 복귀하였다. 이에 아울러 이블 스타일채널 온스타일의 《스타일 매거진》으로 8년만에 MC로 복귀하였다. 뛰어난 패션 감각과 깔끔한 진행 솜씨를 지니며 '진행자'로서의 제2전성기를 열게 된다. 이후 2007년에는 2살 연하남 재미교포 사업가 김문철(존 킴, 2005년 연말에 만난 이후 교제)과 2년 열애 끝에 결혼식을 올렸다. 2년 후 2009년 6월 첫 딸 김아람을 출산했다.

### 프로포폴 상습 투약 혐의
2013년 1월, 항정신성 수면유도제인 프로포폴 상습 불법투약혐의(마약류 관리법 위반)로 검찰 소환 조사를 명받았다. 이에 이승연측은 2003년 6월경 작품 촬영 중 입은 심각한 척추골절 부상을 치료하기 위한 목적으로 프로포폴 투약을 받았을 뿐 불법투약은 없었다고 주장했다. 또한 피부과에서의 투약 행위에 관해서는 피부 케어 시술 과정에서 의사의 집회 하에 마취에 필요한 프로포폴 투약으로서 피부과와 성형외과에서 통상적으로 쓰이는 의료 행위일 뿐이라고 주장했다. 장미인애와 박시연과 함께 법원에 넘겨짐.
결국 이승연은 2013년 12월 KBS, MBC 출연금지 명단에 올랐으나 이후 2016년 8월 KBS 출연금지 명단에서는 해제되었으며 2017년에는 MBC에서도 해제됐다.

## 참고 사항
- 본인의 드라마 출연작 중 하나인 SBS 모래시계에 앞서 이 작품이 월화 방영 당시 경쟁한 KBS 2TV 장녹수 여주인공 후보에 올랐으나[41] 개인사정으로 고사했는데 이 작품의 장녹수 역 후보 물망에 한때 거론된 오연수는 장녹수 담당 연출자 이영국 PD의 학교(서강대)-KBS 후배인 김종창 PD의 연출작 중 하나이자 이승연이 여주인공으로 나온 KBS 2TV 동양극장 여주인공 후보에 한때 오르기도 했다[42].

## 출연작

### 드라마
- 1993년 MBC 청춘드라마 《우리들의 천국》
- 1993년 MBC 아침드라마 《나팔꽃》 ... 조미래 역(중도투입)
- 1994년 KBS2 미니시리즈 《폴리스》 ... 홍미란 역
- 1994년 MBC 미니시리즈 《사랑을 그대 품안에》 ... 고은채 역
- 1994년 MBC 미니시리즈 《마지막 연인》 ... 미순 역
- 1995년 SBS 월~목 4회 미니시리즈 《모래시계》 ... 신영진 역
- 1995년 MBC 미니시리즈 《호텔》 ... 한수민 역
- 1995년 MBC 납량특집드라마 《거미》 ... 강주리/미치코 역
- 1996년 KBS2 주말연속극 《첫사랑》 ... 이효경 역
- 1997년 MBC 주말연속극 《신데렐라》 ... 장혜원 역
- 1997년 MBC 청춘드라마 《레디 고!》 ... (특별출연)
- 1997년 KBS2 주말연속극 《웨딩드레스》 ... 김하나 역
- 1998년 MBC 주말연속극 《마음이 고와야지》 ... 이연지 역
- 1999년 SBS 미니시리즈 《TV영화 러브스토리》〈해바라기〉 ... 승희 역
- 1999년 KBS2 주말연속극 《사랑하세요?》 ... 유은혜 역
- 2000년 SBS 미니시리즈 《사랑의 전설》 ... 이지혜 역
- 2000년 SBS 일요드라마 《메디컬 센터》 ... 진가연 역
- 2000년 MBC 주간시트콤 《세친구》 ... 퀸카 역(특별출연)
- 2001년 KBS2 주말연속극 《동양극장》 ... 차홍녀 역
- 2001년 MBC 미니시리즈 《가을에 만난 남자》 ... 신은재 역
- 2002년 KBS2 주말연속극 《내사랑 누굴까》 ... 오지연 역
- 2003년 SBS 특별기획 《완전한 사랑》 ... 문지나 역
- 2006년 SBS 특별기획 《사랑과 야망》 ... 송혜주 역
- 2007년 MBC 주말연속극 《문희》 ... 최상미 역
- 2010년 MBC 아침드라마 《주홍글씨》 ... 한경서 역
- 2012년 JTBC 월화드라마 《해피 엔딩》 ... 홍애란 역
- 2012년 SBS 대기획 《대풍수》 ... 왕영지 역
- 2014년 JTBC 주간드라마 《선암여고 탐정단》 ... 오유진 역
- 2015년 OCN 주말드라마 《아름다운 나의신부》 ... 이진숙 역
- 2015년 온 스타일 수요드라마 《처음이라서》 ... 한송이의 이모 역
- 2018년 MBC 주말드라마 《부잣집 아들》 ... 남수희 역
- 2019년 KBS2 일일연속극 《왼손잡이 아내》 ... 조애라 역
- 2022년 MBC 일일연속극 《비밀의 집》 ... 함숙진 역
- 2024년 MBC 일일연속극 《용감무쌍 용수정》 ... 민경화 역
- 2025년 KBS2 일일연속극 《친밀한 리플리》 ... 공난숙 역

### 영화
- 1996년 《피아노 맨》 ... 송미란 역
- 1997년 《체인지》 ... 미술 선생님 역
- 1998년 《토요일 오후 2시》 ... 두연 역
- 2002년 《미워도 다시 한번 2002》 ... 나수정 역
- 2004년 《빈 집》 ... 선화 역
- 2015년 《앨리스: 원더랜드에서 온 소년》 ... 무녀 역
- 2019년 《유정: 스며들다》 ... 이은수 역

### 라디오
- 《만화열전 - 호텔 아프리카》 (MBC) ... 도미니크 역

## 방송
- 1992년 MBC 《특종 TV연예》 ... 리포터
- 1992년 KBS 《신 전국일주》 ... 리포터
- 1992년 MBC FM4U 《FM데이트》 ... DJ
- 1993년~1995년 MBC 《토요일 토요일은 즐거워》 ... MC
- 1993년 KBS 《청춘스케치》
- 1993년 KBS 《밤으로 가는 쇼》
- 1993년 KBS 《달려라 고고》 - 스타를 찾아라
- 1994년 KBS 2FM 《FM 인기가요》 ... DJ
- 1998년 SBS 《이승연의 세이세이세이》 ... MC
- 2000년 SBS 《한밤의 TV연예》 ... MC(2000년 10월 25일부터 유정현 아나운서 단독으로 수요일 진행자가 변경되었으나 시청률 부진을 면치 못하자 그 해 11월 29일부터 신용철 아나운서로 수요일 MC[43] 교체)
- 2001년 MBC 《제37회 백상예술대상 시상식》 ... MC
- 2006년 온스타일 《스타일 매거진》 ... MC
- 2006년~2009년 SBS 파워FM 《이승연의 씨네타운》 ... DJ
- 2008년 tvN 《바람의 여신II 서바이벌 리포터》 ... MC
- 2008년 SBS 《디자인 성공시대》 ... MC
- 2009년 스토리온 《수퍼맘 다이어리》
- 2010년 스토리온 《토크 & 시티 4》 ... MC
- 2010년 Trend E 《이승연 이수근의 키친로드》 ... MC
- 2010년 MBC 《MBC 프라임-한식의 세계화, 양념에 그 길을 묻다》 ... 나레이션
- 2011년 스토리온 《이승연과 100인의 여자》 ... MC
- 2012년 tvN 《슈퍼디바 2012》 ... MC
- 2014년 MBN 《인생고민 해결SHOW 신세계 시즌 2》 ... MC
- 2015년 MBN 《언니들의 선택》 ... MC
- 2015년 MBC 에브리원 《결혼 터는 남자들》 ... 게스트
- 2015년 JTBC 《화이트스완》 ... MC
- 2016년 채널A 《아내가 뿔났다》 ... 특별출연
- 2016년 TV조선 《엄마가 뭐길래》
- 2016년 JTBC 《이승연의 위드 유》 ... MC
- 2016년 JTBC 《이승연의 위드 유 2》 ... MC
- 2022년 TV조선 《식객 허영만의 백반기행》- 게스트
- 2023년 TV조선 《아빠하고 나하고》

## 광고
- 엘칸토 의류사업부 까슈(1993)
- 해태htb 이오니카(1993)
- 롯데제과 더블비얀코(1993)
- 애경산업 나이브샴푸린스(1994)
- GS칼텍스 슈퍼디럭스골드(1994)
- 인디에프 조이너스(1995)
- 롯데제과 제로(1995)
- 고려피혁 슈발리에(1995)
- GS칼텍스 테크론(1994-1997)
- 롯데제과 제크(1994)
- 쥬리아화장품 수세미/소네트프로(1994)
- 롯데제과 무설탕 후라보노(1995)
- 롯데백화점(1995-1996)
- 롯데칠성음료 쌕쌕오렌지(1996)
- 인디에프 트루젠(1996)
- 광동제약 광동다이어트 울트라(1996)
- KT KT 시외전화(1997)
- LG전자 싱크패드/멀티넷(1996-1997)
- 청호나이스화장품(1997-1999)
- 스포츠투데이(1999)
- 청호나이스(1999~2001)
- LG생활건강 엘라스틴(2001)

## 경력 사항
- 2003년 인하대학교 사회교육원 엔터테인먼트 아카데미 겸임교수
- 2005년 광주여자대학교 모델연기학과 객원교수
- 2012년 제주도 말산업 및 특구 유치 홍보대사

## 수상
- 1990년 미소여왕 선발대회 스마일퀸
- 1992년 미스코리아 미
- 1995년 MBC 연기대상 여자 우수연기상
- 1996년 제32회 백상예술대상 TV부문 인기상
- 2000년 SBS 연기대상 빅스타상
- 2001년 KBS 연기대상 여자 인기상
- 2022년 MBC 연기대상 일일·단막드라마부문 여자 최우수연기상